# Johnston Glacier
Johnston Glacier är en glaciär i Antarktis. Den ligger i Västantarktis. Argentina, Chile och Storbritannien gör anspråk på området. Johnston Glacier ligger 414 meter över havet.
Terrängen runt Johnston Glacier är varierad. Johnston Glacier ligger nere i en dal. Trakten är obefolkad. Det finns inga samhällen i närheten.